# 蒂约 (孚日省)
蒂约（法語：Tilleux，法語發音：[tijø]）是法国大东部大区孚日省的一个市镇，属于讷沙托区。该市镇2009年时的人口为58人。

## 人口
蒂约人口变化图示
| 数据来源：INSEE |